# 美國陸軍第33步兵師
第33步兵師（英語：33rd Infantry Division）是美國陸軍的師級部隊，原本為美國陸軍國民警衛隊，曾參與第一次世界大戰和第二次世界大戰，戰後重組為一個全伊利諾州國民警衛隊師。血統由第33步兵旅級戰鬥隊繼承。